# فهرست بلندترین ساختمان‌ها و سازه‌ها در جهان

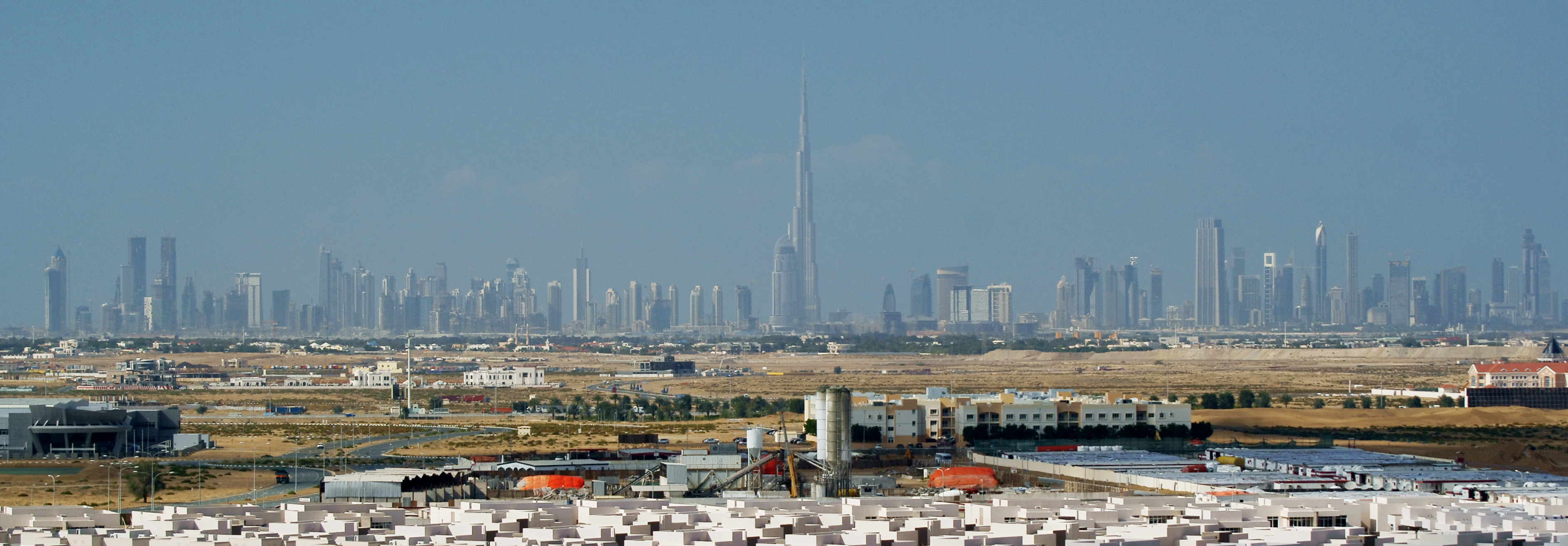
برج خلیفه در دبی از سال ۲۰۰۹ بلندترین سازه ساختمانی ساخته شده به دست انسان در جهان است

بلندترین سازه‌های جهان (۴۰۰ متر به بالا)

فهرست زیر شامل بلند ترین سازه ها و آسمان خراش های ساخته شده توسط انسان است.

## بلندترین سازه ساخت بشر در جهان
بیشترین ارتفاع را برج خلیفه در دبی ( امارات متحده عربی ) با ارتفاع ۸۲۸ متر (۲۷۱۷ فوت) داراست. این ابر سازه در ۴ ژانویه ۲۰۱۰ تکمیل شد و عنوان بلند ترین سازه تاکنون ساخته شده را کسب کرد.

## وجه تَسمیه
معیارهای اصطلاحی و فهرست بندی از تعاریف شورای ساختمان‌های بلند و زیستگاه شهری پیروی می کنند . دکل‌های مهاری (مانند دکل مخابرات )از برج‌ها متمایز می‌شوند، در آخر هیچ سیم یا سازه‌های پشتیبانی دیگر باقی نمی ماند. و ساختمان‌های از برج‌ها متمایز می‌شوند - اولی حداقل ۵۰ درصد از فضای اشغال شده را دارد، اگرچه هر دو سازه‌های خود نگهدار هستند.
| رتبه                           | نام و مکان                                                                              | سال پایان ساخت                 | ارتفاع معماری (متر)            | طبقات                          |
| ۵ تا از بلندترین سازه‌ های جهان | ۵ تا از بلندترین سازه‌ های جهان                                                          | ۵ تا از بلندترین سازه‌ های جهان | ۵ تا از بلندترین سازه‌ های جهان | ۵ تا از بلندترین سازه‌ های جهان |
| ------------------------------ | --------------------------------------------------------------------------------------- | ------------------------------ | ------------------------------ | ------------------------------ |
| ۱                              | برج خلیفه ، دبی ، امارات متحده عربی                                                     | ۲۰۱۰                           | ۸۲۸                            | ١۶٣                            |
| ۲                              | دکل ورشو ریدیو ماست ، ورشو ، لهستان                                                     | ۱۹۷۴                           | ۶۴۶                            |                                |
| ۳                              | توکیو اسکای تری ، توکیو ، ژاپن                                                          | ۲۰۱۲                           | ۶۳۴                            | ۲۹                             |
| ۴                              | برج شانگهای ، چین                                                                       | ۲۰۱۴                           | ۶۳۲                            | ۱۲۸                            |
| ۵                              | دکل کی‌ ایکس‌ جی‌ بی ، گالسبورگ ، میشیگان ، ایالات متحده آمریکا                            | ۱۹۹۸                           | ۶۲۸                            | -                              |
| بلدترین سازه های مستقل جهان    |                                                                                         |                                |                                |                                |
| ۱                              | برج خلیفه، دبی، امارات                                                                  | ۲۰۱۰                           | ۸۲۸                            | ۱۶٣                            |
| ۲                              | توکیو اسکای‌تری                                                                          | ۲۰۱۲                           | ۶۳۴                            | ۲۹                             |
| ۳                              | برج شانگهای، چین                                                                        | ۲۰۱۴                           | ۶۳۲                            | ۱۲۸                            |
| ۴                              | ابراج‌البیت ، عربستان سعودی                                                              | ۲۰۰۹                           | ۶۰۱                            | -                              |
| ۵                              | برج کانتون ، چین                                                                        | ۲۰۱۰                           | ۶۰۰                            | ۳۶                             |
| ۶                              | مرکز تجارت جهانی پینگ ان، چین                                                           | ۲۰۱۷                           | ۵۹۹                            | ۱۱۵                            |
| ۷                              | برج جهانی لوته ، کره جنوبی                                                              | ۲۰۱۷                           | ۵۵۵                            | ۱۲۳                            |
| ۸                              | برج سی‌ ان ، تورنتو ، کانادا                                                             | ۱۹۷۶                           | ۵۵۳                            | -                              |
| ۹                              | مرکز تجارت جهانی یک ، ایالات متحده                                                      | ۲۰۱۴                           | ۵۴۱                            | ۱۰۵                            |
| ۱۰                             | برج اوستانکینو ، مسکو ، روسیه                                                           | ۱۹۶۷                           | ۵۴۰                            | -                              |
| ۱۱                             | مرکز تجارت جهانی گوانگ‌ژو، چین                                                           | ۲۰۱۶                           | ۵۳۰                            | ۱۱۱                            |
| ۱۲                             | مرکز تجارت جهانی تیجاتین ، تیانجین ، چین                                                | ۲۰۱۹                           | ۵۳۰                            | ۹۷                             |
| ۱۳                             | چین زون ، چین                                                                           | ۲۰۱۸                           | ۵۲۸                            | ۱۰۹                            |
| ۱۴                             | برج ویلیس ، شیکاگو ، ایالات متحده                                                       | ۱۹۷۴                           | ۵۲۷                            | ۱۰۸                            |
| ۱۵                             | تایپه۱۰۱، تایپه ، تایوان                                                                | ۲۰۰۳                           | ۵۰۹                            | ۱۰۱                            |
| ۱۶                             | مرکز مالی جهانی شانگهای ، چین                                                           | ۲۰۰۸                           | ۴۹۲                            | ۱۰۱                            |
| ۱۷                             | اینترنشنال کامرس سنتر ، هنگ کنگ                                                         | ۲۰۱۰                           | ۴۸۴                            | ۱۱۸                            |
| ۱۸                             | برج مروارید خاور ، شانگهای ، چین                                                        | ۱۹۹۶                           | ۴۶۸                            |                                |
| ۱۹                             | مرکز جان هنکاک ، شیکاگو، ایالات متحده                                                   | ۱۹۶۹                           | ۴۵۷                            | ۱۰۰                            |
| ۲۰                             | برج پتروناس ۱، کوالالامپور ، مالزی                                                      | ۱۹۹۸                           | ۴۵۲                            | ۸۸                             |
| ۲۰                             | برج پتروناس ۲، کوالالامپور، مالزی                                                       | ۱۹۹۸                           | ۴۵۲                            | ۸۸                             |
| ۲۱                             | برج زیفنگ، نانجینگ، چین                                                                 | ۲۰۰۹                           | ۴۵۰                            | ۸۹                             |
| ۲۲                             | ساختمان امپایر استیت، نیویورک، ایالات متحده                                             | ۱۹۳۱                           | ۴۴۳                            | ۱۰۲                            |
| ۲۳                             | کی‌کی۱۰۰، شنژن، چین                                                                      | ۲۰۱۱                           | ۴۴۲                            | ۱۰۰                            |
| ۲۴                             | مرکز تجارت جهانی گوانگ‌ژو، گوانگژو، چین                                                  | ۲۰۱۰                           | ۴۳۹                            | ۱۰۳                            |
| ۲۵                             | برج میلاد ، تهران ، ایران                                                               | ۲۰۰۷                           | ۴۳۵                            | ۱۲                             |
| ۲۶                             | برج و هتل بین‌المللی ترامپ، شیکاگو، آمریکا                                               | ۲۰۰۹                           | ۴۲۳                            | ۹۸                             |
| ۲۷                             | برج کوالالامپور، کوالالامپور، مالزی                                                     | ۱۹۹۵                           | ۴۲۱                            | -                              |
| ۲۸                             | برج جین مائو، شانگهای، چین                                                              | ۱۹۹۸                           | ۴۲۰٫۵                          | ۸۸                             |
| ۲۹                             | دودکش نیروگاه جی‌‌آر‌ای‌‌اس-۲، اکی باس توز ، قزاقستان                                        | ۱۹۸۷                           | ۴۲۰                            | -                              |
| ۳۰                             | برج رادیو و تلویزیونی تیانجین، تیانجین، چین                                             | ۱۹۹۱                           | ۴۱۵                            | -                              |
| ۳۱                             | برج پرنسس، دبی، امارات متحده عربی                                                       | ۲۰۱۲                           | ۴۱۴                            | ۱۰۱                            |
| ۳۲                             | برج الحمراء، کویت، کویت                                                                 | ۲۰۱۲                           | ۴۱۳                            | ۸۰                             |
| ۳۳                             | مرکز دارایی بین‌المللی، هنگ کنگ                                                          | ۲۰۰۳                           | ۴۱۲                            | ۸۸                             |
| ۳۴                             | برج رادیو و تلویزیون مرکزی پکن، چین                                                     | ۱۹۹۲                           | ۴۰۵                            | -                              |
| ساختمان‌ها                      |                                                                                         |                                |                                |                                |
| ۱                              | برج خلیفه، دبی، امارات                                                                  | ۲۰۱۰                           | ۸۲۸                            | ۱۶۰                            |
| ۲                              | تایپه ۱۰۱، تایپه، تایوان                                                                | ۲۰۰۳                           | ۵۰۹                            | ۱۰۱                            |
| ۳                              | مرکز مالی جهانی شانگهای، شانگهای، چین                                                   | ۲۰۰۸                           | ۴۹۲                            | ۱۰۱                            |
| ۴                              | برج پتروناس ۱، کوالالامپور، مالزی                                                       | ۱۹۹۸                           | ۴۵۲                            | ۸۸                             |
| ۴                              | برج پتروناس ۲، کوالالامپور، مالزی                                                       | ۱۹۹۸                           | ۴۵۲                            | ۸۸                             |
| ۶                              | مرکز مالیبرج زیفنگ، نانجینگ، چین                                                        | ۲۰۰۹                           | ۴۵۰                            | ۸۹                             |
| ۷                              | برج ویلیس، شیکاگو، ایالات متحده                                                         | ۱۹۷۴                           | ۴۴۲                            | ۱۰۸                            |
| ۸                              | برج میلاد، تهران، ایران                                                                 | ۲۰۰۷                           | ۴۳۵                            | ۱۲                             |
| ۹                              | ساختمان جین ماو، شانگهای، چین                                                           | ۱۹۹۸                           | ۴۲۱                            | ۸۸                             |
| ۱۰                             | مرکز دارایی بین‌المللی، هنگ کنگ                                                          | ۲۰۰۳                           | ۴۱۵                            | ۸۸                             |
| ۱۱                             | سیتیک پلازا، گوانگژو، چین                                                               | ۱۹۹۷                           | ۳۹۱                            | ۸۰                             |
| ۱۲                             | شان هینگ اسکوئر، شنژن، چین                                                              | ۱۹۹۶                           | ۳۸۴                            | ۶۹                             |
| ۱۳                             | ساختمان امپایر استیت، نیویورک، ایالات متحده                                             | ۱۹۳۱                           | ۳۸۱                            | ۱۰۲                            |
| ۱۴                             | سنترال پلازا، هنگ کنگ                                                                   | ۱۹۹۲                           | ۳۷۴                            | ۷۸                             |
| ۱۵                             | برج بانک چین، هنگ کنگ                                                                   | ۱۹۹۰                           | ۳۶۷                            | ۷۰                             |
| ۱۶                             | برج بانک آمریکا، نیویورک، ایالات متحده                                                  | ۲۰۰۸                           | ۳۶۶                            | ۵۴                             |
| ۱۷                             | برج الماس، دبی، امارات                                                                  | ۲۰۰۸                           | ۳۶۰                            | ۷۴                             |
| ۱۸                             | برج اداری امارات، دبی، امارات                                                           | ۲۰۰۰                           | ۳۵۵                            | ۵۴                             |
| ۱۹                             | برج تانتکس اسکای، کائوسیونگ ، تایوان                                                    | ۱۹۹۷                           | ۳۴۸                            | ۸۵                             |
| ۲۰                             | مرکز آون، شیکاگو، ایالات متحده                                                          | ۱۹۷۳                           | ۳۴۶                            | ۸۳                             |
| ۲۱                             | مرکز هنگ کنگ، هنگ کنگ                                                                   | ۱۹۹۸                           | ۳۴۶                            | ۷۳                             |
| ۲۲                             | مرکز جان هنکاک، شیکاگو، ایالات متحده                                                    | ۱۹۶۹                           | ۳۴۴                            | ۱۰۰                            |
| ۲۳                             | برج رز، دبی، امارات                                                                     | ۲۰۰۷                           | ۳۳۳                            | ۷۲                             |
| ۲۳                             | شیماو اینترنشنال پلازا، شانگهای، چین                                                    | ۲۰۰۶                           | ۳۳۳                            | ۶۰                             |
| ۲۵                             | ساختمان بانک مینشنگ ، ووهان ، چین                                                       | ۲۰۰۷                           | ۳۳۱                            | ۶۸                             |
| ۲۶                             | هتل ریوگیونگ ، پیونگ‌یانگ ، کره شمالی                                                    | ۱۹۹۲                           | ۳۳۰                            | ۱۰۵                            |
| ۲۶                             | برج ۳ مرکز تجارت جهانی چین، پکن، چین                                                    | ۲۰۰۸                           | ۳۳۰                            | ۷۴                             |
| ۲۸                             | کیو ۱، گولدکوست، استرالیا                                                               | ۲۰۰۵                           | ۳۲۳                            | ۷۸                             |
| ۲۹                             | برج عرب ، دبی ، امارات                                                                  | ۱۹۹۹                           | ۳۲۱                            | ۶۰                             |
| ۳۰                             | ساختمان کرایسلر ، نیویورک ، ایالات متحده                                                | ۱۹۳۰                           | ۳۱۹                            | ۷۷                             |
| ۳۰                             | برج نینا ، هنگ کنگ                                                                      | ۲۰۰۷                           | ۳۱۹                            | ۸۰                             |
| ۳۰                             | ساختمان نیویورک تایمز ، نیویورک ، ایالات متحده                                          | ۲۰۰۷                           | ۳۱۹                            | ۵۲                             |
| ۳۳                             | پلازای بانک آمریکا ، آتلانتا ایالات متحده                                               | ۱۹۹۲                           | ۳۱۲                            | ۵۵                             |
| ۳۴                             | برج المملکه ، ریاض ، عربستان                                                            | ۲۰۰۰                           | ۳۱۱                            | ۴۱                             |
| ۳۵                             | برج بانک ایالات متحده ، لس آنجلس ، ایالات متحده                                         | ۱۹۸۹                           | ۳۱۰                            | ۷۳                             |
| ۳۶                             | مناره تلکم ، کوالا لامپور ، مالزی                                                       | ۲۰۰۱                           | ۳۱۰                            | ۵۵                             |
| ۳۷                             | برج جمیره، دبی، امارات                                                                  | ۲۰۰۰                           | ۳۰۹                            | ۵۶                             |
| ۳۸                             | یک جزیره شرق، هنگ کنگ                                                                   | ۲۰۰۸                           | ۳۰۸                            | ۷۰                             |
| ۳۹                             | فرانکلین سنتر ، شیکاگو ، ایالات متحده                                                   | ۱۹۸۹                           | ۳۰۷                            | ۶۰                             |
| ۴۰                             | هتل دریاچه و مرکز شهر برج خلیفه ، دبی ، امارات ( فندق البحیرة و شقق برج خلیفة المخدمة ) | ۲۰۰۸                           | ۳۰۶                            | ۶۳                             |
| ۴۱                             | برج جی‌ پی مورگان چیس، هوستون ، ایالات متحده                                             | ۱۹۸۲                           | ۳۰۵                            |                                |
| ۴۲                             | هتل پدیده شاندیز، مشهد، ایران                                                           | نامعلوم                        | ۲۵۰                            | ۳۹                             |
| برج‌های مخابراتی                |                                                                                         |                                |                                |                                |
| ۱                              | توکیو اسکای تری، توکیو، ژاپن                                                            | ۲۰۱۰                           | ۶۳۴                            | -                              |
| ۲                              | برج کانتون، گوانگژو، چین                                                                | ۲۰۰۹                           | ۶۰۰                            | -                              |
| ۳                              | برج سی‌ان، تورنتو، کانادا                                                                | ۱۹۷۶                           | ۵۵۳                            | -                              |
| ۴                              | برج استانکینو، مسکو، روسیه                                                              | ۱۹۶۷                           | ۵۴۰                            | -                              |
| ۵                              | برج ارینتال پیرل، شانگهای، چین                                                          | ۱۹۶۷                           | ۵۴۰                            | -                              |
| ۶                              | برج میلاد ، تهران، ایران                                                                | ۲۰۰۷                           | ۴۳۵                            | ۱۲                             |
| ۷                              | برج کوالالامپور، کوالالامپور، مالزی                                                     | ۱۹۹۵                           | ۴۲۱                            | -                              |
| ۸                              | برج رادیو و تلویزیون تیانجین، تیانجین، چین                                              | ۱۹۹۱                           | ۴۱۵                            | -                              |
| ۹                              | برج تلویزیون مرکزی، پکن، چین                                                            | ۱۹۹۲                           | ۴۰۵                            | -                              |
| ۱۰                             | برج ژونگیوان، ژنگژو، چین                                                                | ۲۰۱۱                           | ۳۸۸                            | -                              |